# Henry Somerset, 5:e hertig av Beaufort

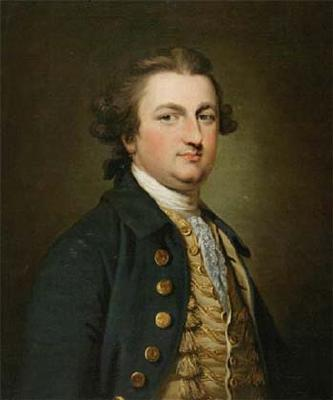
Henry Somerset, 5:e hertig av Beaufort.

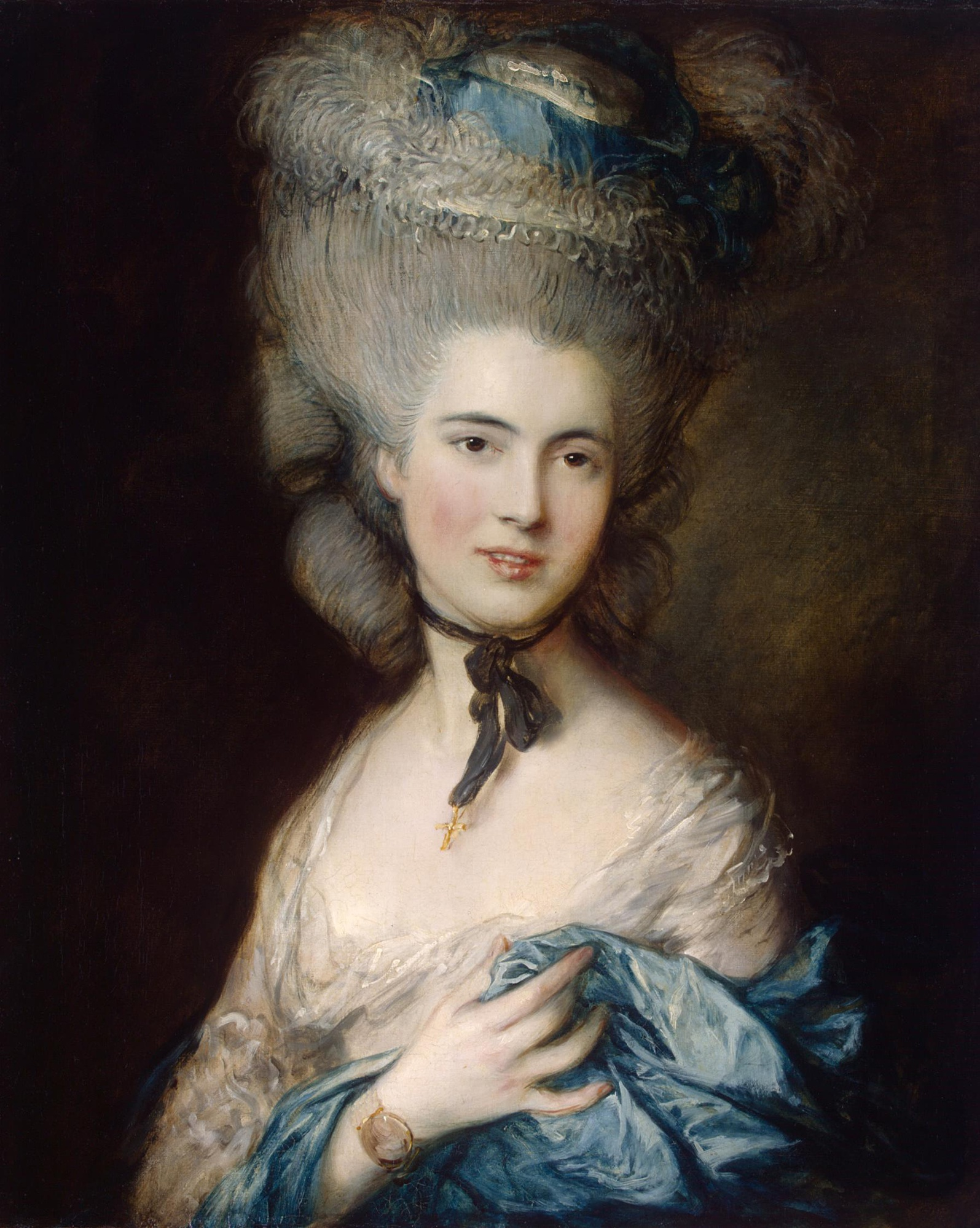
Elisabeth, hertiginna av Beaufort ca 1780, av Thomas Gainsborough.

Henry Somerset, 5:e hertig av Beaufort, född 1744 i London, död 1803, enda son till Charles Noel Somerset, 4:e hertig av Beaufort.
Han utbildades vid Oxfords universitet och erhöll småningom en doktorsgrad i Civil Laws. 1767 utnämndes han till stormästare inom engelska Frimurarorden, en post han innehade till 1772. År 1768 utnämndes han till hovstallmästare vid drottning Charlottes hov av Georg III av Storbritannien. Han fungerade dessutom som lordlöjtnant över Monmouthshire 1771–1803, dessutom över Leicestershire 1787–1799. För sina förtjänster utnämndes han till riddare av Strumpebandsorden 1786. 
Han gifte sig 1766 i London med Elisabeth Boscawen (1747–1828), dotter till amiral Edward Boscawen. Tillsammans fick de 13 barn, nio söner och fyra döttrar, däribland:
- Henry Charles Somerset, 6:e hertig av Beaufort (1766–1835),
- FitzRoy James Henry Somerset, 1:e baron Raglan (1788–1855)